# Musée d'art contemporain de Montréal

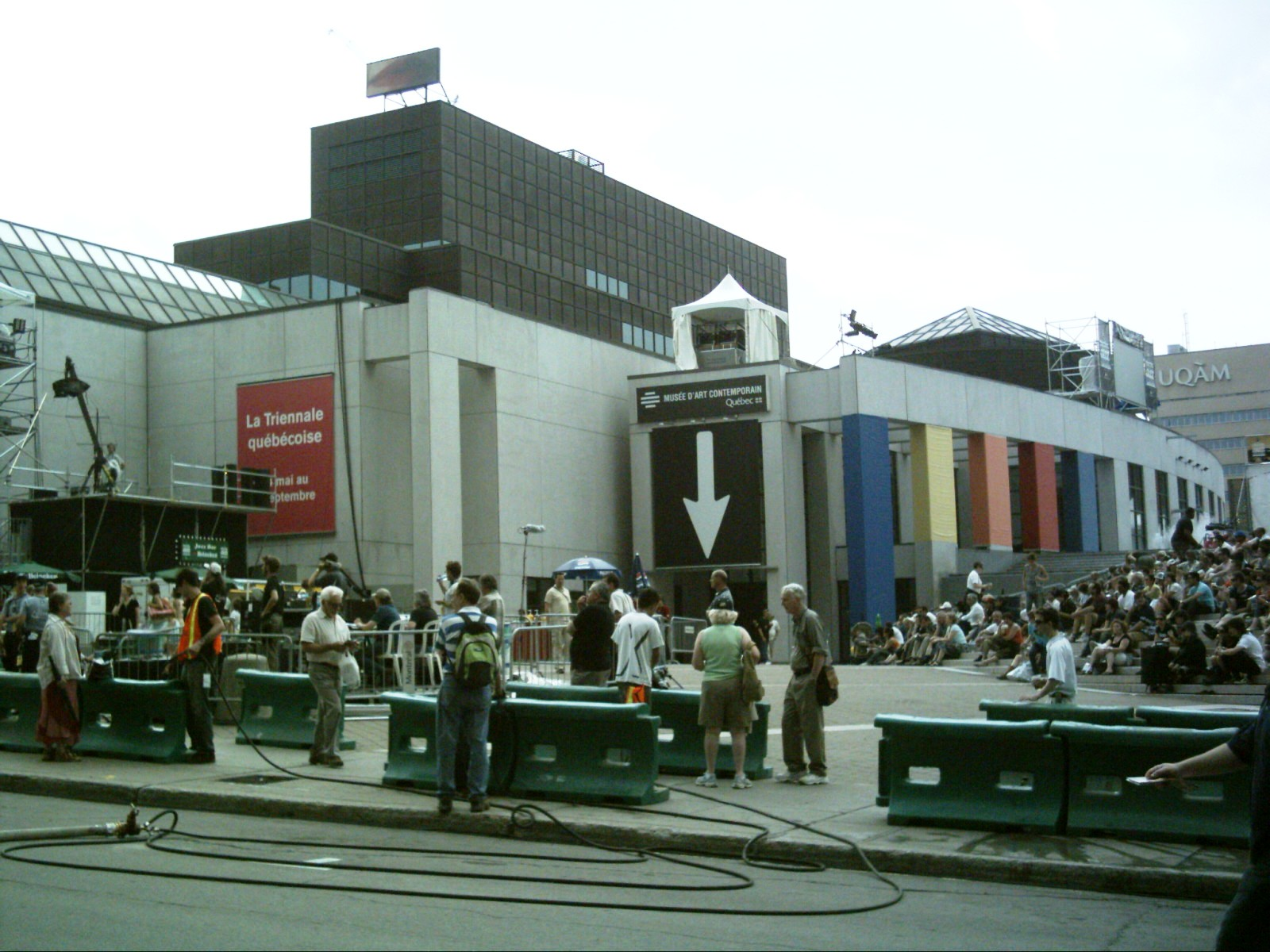
Het museum vanaf de Place des Arts tijdens het Festival International de Jazz de Montréal

Het Musée d'art contemporain de Montréal is een museum voor hedendaagse kunst in het Place des Arts-complex in Montreal, Quebec, Canada.
Het museum bezit 7000 kunstwerken van meer dan 1500 kunstenaars, van wie er nog steeds 1200 in leven zijn. Het museum richt zich op hedendaagse kunst uit de provincie Quebec in het bijzonder, en Canada in het algemeen. Ook worden er kunstwerken getoond van buitenlandse kunstenaars.
De collecties bestaan uit schilderijen, beeldhouwwerken, foto's, installaties, videokunst en werken op papier. Het museum is het enige culturele complex in Canada dat zich richt op zowel hedendaagse podiumkunsten als beeldende kunst.